# Karel Weyler
Carolus Karel Weyler (Antwerpen, 30 december 1870 – Gent, 14 oktober 1935) was een Belgisch advocaat en politicus voor de Liberale Partij.

## Levensloop
Hij groeide op in en gezin van zeven kinderen. Zijn vader was onderwijzer en later directeur van een stedelijke school. Hij voltooide zijn humaniora aan het Antwerpse atheneum, waar hij onder andere les kreeg van dichter Jan Van Beers. Hij engageerde zich in deze periode in allerlei verenigingen en literaire blaadjes en raakte bevriend met Peter Benoit.
Weyler promoveerde in 1892 tot doctor in de rechten aan de ULB en werd beroepshalve advocaat. Hij doorliep zijn stage aan de balie bij Florimond Heuvelmans, onder wiens toedoen hij toetrad tot hij pleitgenootschap van de Vlaamse Conferentie van de Antwerpse Balie (een belangrijke pleitbezorger van het gebruik van de Nederlandse taal in strafzaken en de vernederlandsing van het lager en middelbaar onderwijs, alsook de Gentse Rijksuniversiteit), dat opgericht was door Jan Van Rijswijck en Edward Coremans in 1885. Hier was hij van 1910 tot 1913 voorzitter van. Eerder maakte hij van 1899 deel uit van een commissie in de schoot van het Willemsfonds die het taalgebruik van raden in andere tweetalige landen moest onderzoeken.
In 1904 engageerde hij zich in de politiek. Zo was hij medestichter van de radicale liberale Volkspartij Help U Zelve, waarvan hij van 1911 tot 1912 voorzitter was. Vanuit deze hoedanigheid was hij tevens voorzitter van de coöperatieve volksbrouwerij Help U Zelve, opgericht in 1910. Deze partij verenigde de sociaal-liberalen die zich afzette tegen de Franstalige doctrinairen. Tot hun politieke eisen behoorden onder andere de invoering van het 'zuiver algemeen stemrecht vanaf 21 jaar', 'het verplicht en gratis onderwijs', een 'maximale arbeidsduur per week' en 'het verbod op nachtwerk voor vrouwen'. Hij werd in 1908 verkozen tot gemeenteraadslid van Antwerpen, een mandaat dat hij behield tot in 1929. De meeste van zijn tussenkomsten hadden betrekking op onderwijs en kunst.
Bij het uitbreken van de Eerste Wereldoorlog werd hij lid van de Intercommunale Commissie onder leiding van Louis Franck, ter vervanging van het gemeente- en provinciebestuur. Vanuit deze functie was hij tevens raadslid van de provinciale afdeling van het Nationaal Hulp en Voedingscomité. Ondanks zijn eerdere pleidooien voor een Vernederlandsing van de Rijksuniversiteit Gent (RUG), behoorde hij - samen met Nikolaas Cupérus, Louis Franck, August Vermeylen, Herman Teirlinck, Paul Fredericq en Edward Anseele - tot de ondertekenaars van een protestbrief tegen de opgelegde vernederlandsing van de RUG door de Duitse bezetter in het kader van de Flamenpolitik. Hiermee ging hij lijnrecht in tegen toenmalig voorzitter van de Liberale Volkspartij Leo Augusteyns, die zich een actief voorstander van de Flamenpolitik toonde.
In 1918 volgde hij de door de Duitse bezetter gedeporteerde Louis Franck ad interim op als schepen van arbeid en maatschappelijke werken. Op 5 augtus van datzelfde jaar werd hij effectief benoemd als schepen in opvolging van Victor Desguin, hij kreeg de bevoegdheden openbaar onderwijs en schone kunsten toegewezen. Tevens was hij enkele weken plaatsvervangend stadssecretaris na het ontslag van Hubert Melis. Als schepen van openbaar onderwijs was hij verantwoordelijk voor de zogenaamde 'Bloedraad', waarbij het (wan-)gedrag van het stadspersoneel tijdens de oorlog werd onderzocht. Hierdoor liepen verschillende personeelsleden - waaronder Paul Van Ostaijen, sinds 1914 klerk op het stadhuis - sancties op, gaande van het ontnemen van het wedde tot ontslag uit hun functie. Deze repressieve houding stuitte op verontwaardiging bij de kiezers en de liberalen leden bij de gemeenteraadsverkiezingen van 1921 een zware nederlaag en werden naar de oppositie verwezen. Datzelfde jaar volgde hij Victor Resseler op als voorzitter van Liberale Partij, een mandaat dat hij zou bekleden tot 1924 toen de partij opging in de Vereenigde Liberalen van Antwerpen. In 1925 was hij voorzitter van de gemeenteraadscommissie die bestuurlijke amnestie moest onderzoeken.
Eveneens in 1921 werd hij verkozen tot provinciaal senator in de Senaat, alwaar hij op 16 december de eed aflegde. Hij zou zetelen in de commissies 'kunsten en wetenschappen' en 'verzoekschriften'. Een belangrijk thema in deze legislatuur was de vernederlandsing van de RUG, waarbij hij zich achter het wetsvoorstel van een geleidelijke vervlaamsing van Frans Van Cauwelaert schaarde. Hoewel door een nipte meerderheid goedgekeurd in de Kamer van volksvertegenwoordigers, werd het voorstel in de Senaat verworpen. Bij de daarop volgende verkiezingen van 1925 werd hij rechtstreeks gekozen als senator voor het arrondissement Antwerpen. Hij werd secretaris van de commissies 'kunsten en wetenschappen' en 'koloniën', en bleef daarnaast lid van de commissie 'verzoekschriften'.
Bij de verkiezingen van 1929 werd hij niet herkozen als rechtstreeks senator. Ook bij de verkiezing van de provinciaal gecoöpteerde senatoren in de Antwerpse provincieraad kreeg hij geen nieuw mandaat in de Senaat toegewezen. Bij de geheime stemming hadden immers vier leden van de katholieke partij hun stem uitgebracht voor Jan Van Mierlo van het Vlaamsche Front. Weyler verliet hierop de actieve politiek en volgde André de Kerchove de Denterghem, die senator werd, op als provinciegouverneur van Oost-Vlaanderen, een mandaat dat hij tot aan zijn dood in 1935 uitoefende. Tevens verliet hij de Antwerpse gemeenteraad. In de socialistische krant Vooruit werd gesteld dat 'beiden van positie waren geruild omdat de Frontpartij hun parten speelde en werden ze benoemd als gelukkige slachtoffers van het extremisme'. De Vooruit toonde zich wel positief over het feit dat met de komst van Weyler als gouverneur, omdat er zo gebroken werd met de traditie waarbij enkel adel en hoge magistraten in aanmerking kwamen voor de positie van gouverneur. Het Vlaams-nationalistisch blad De Schelde stelde op haar beurt dat Frans Van Cauwelaert een belangrijke rol had gespeeld in de benoeming en volgens La Flandre Libérale was het Louis Franck - toen gouverneur van de Nationale Bank - die zijn invloed had aangewend bij premier Henri Jaspar.
De eerste daad als gouverneur was een aanpak van de weerkerende overstromingen in de provincie Oost-Vlaanderen. Zo kon hij bedingen dat de centrale overheid de ophoging van de Scheldedijken mee zou financieren, alsook de aanleg van de Isabellapolder tussen Eeklo en Zelzate. Andere belangrijke thema's tijdens zijn gouverneurschap waren de aanpak van de "vuilwaterproblematiek" van de Oost-Vlaamse waterlopen, met in het bijzonder de Dender en de Spierbeek. Evenals de uitbouw van de haven van Gent en de strijd tegen werkloosheid door de Grote Depressie van de jaren 30. In 1932 kwam hij in opspraak na het verbieden van een manifestatie van werklozen die hij had uitgevaardigd voor het gerechtelijk arrondissement Oudenaarde. Hierop werd door Omer Van Trimpont (BWP) een ordemotie ingediend.
Zijn belangrijkste verwezenlijking was echter - aldus Prosper Thuysbaert - voorzitter van de provincieraad, tijdens de afscheidsrede aan Weyler - het laten terugkeren van de gemoedsrust in de provincieraad. Toen hij aangesteld werd als gouverneur was er een minderheidsdeputatie van Katholieken. Deze nam echter ontslag op 27 juni 1930 na een verworpen begrotingswijziging. Het zou duren tot 30 januari 1931 alvorens een nieuwe deputatie was samengesteld bestaande uit een coalitie van Katholieken met de Vlaams-nationalistische Vlaamsche Front-er Gérard De Paep. Na de provincieraadsverkiezingen van 1932 was er opnieuw een homogeen katholieke deputatie.
Begin 1935 rees er openlijk debat over de posite van Weyler als gouverneur, daar hij kampte met ernstige gezondheidsproblemen. Weyler bleef in functie, maar liet zich systematisch vervangen door Ferdinand Van de Wattyne. Op 14 oktober 1935 overleed hij. Hij werd opgevolgd door Jules Ingenbleek. Hij kreeg zijn laatste rustplaats op het Schoonselhof.
Hij was gehuwd en had twee kinderen.